# Feuerwehrzufahrt

Zeichen D1 nach DIN 4066 zur Kennzeichnung einer Feuerwehrzufahrt

Feuerwehrzufahrt ist ein Begriff aus der deutschen Straßenverkehrs-Ordnung (StVO). Vor und in amtlich gekennzeichneten Feuerwehrzufahrten ist gem. § 12 Abs. 1 Nr. 5 StVO das Halten unzulässig. Ein Kennzeichnungsrecht ergibt sich aus § 45 Abs. 1 Satz 2 Nr. 5 StVO.

## Öffentlicher Verkehrsgrund
Die Haltverbote dienen vor allem der Gewährleistung der Brandbekämpfung für Bauwerke und der Rettung von Menschenleben. Sie werden durch die Gemeinde oder die Straßenverkehrsbehörde angeordnet.
Nach § 12 Straßenverkehrs-Ordnung i.V.m. DIN 14090 Punkt 4.2.7 und 4.2.9 sowie Anlage 7.4/1 zur Richtlinie über Flächen für die Feuerwehr sind verschiedene Beschilderungsvarianten vorgesehen.

### Amtliche Kennzeichnung

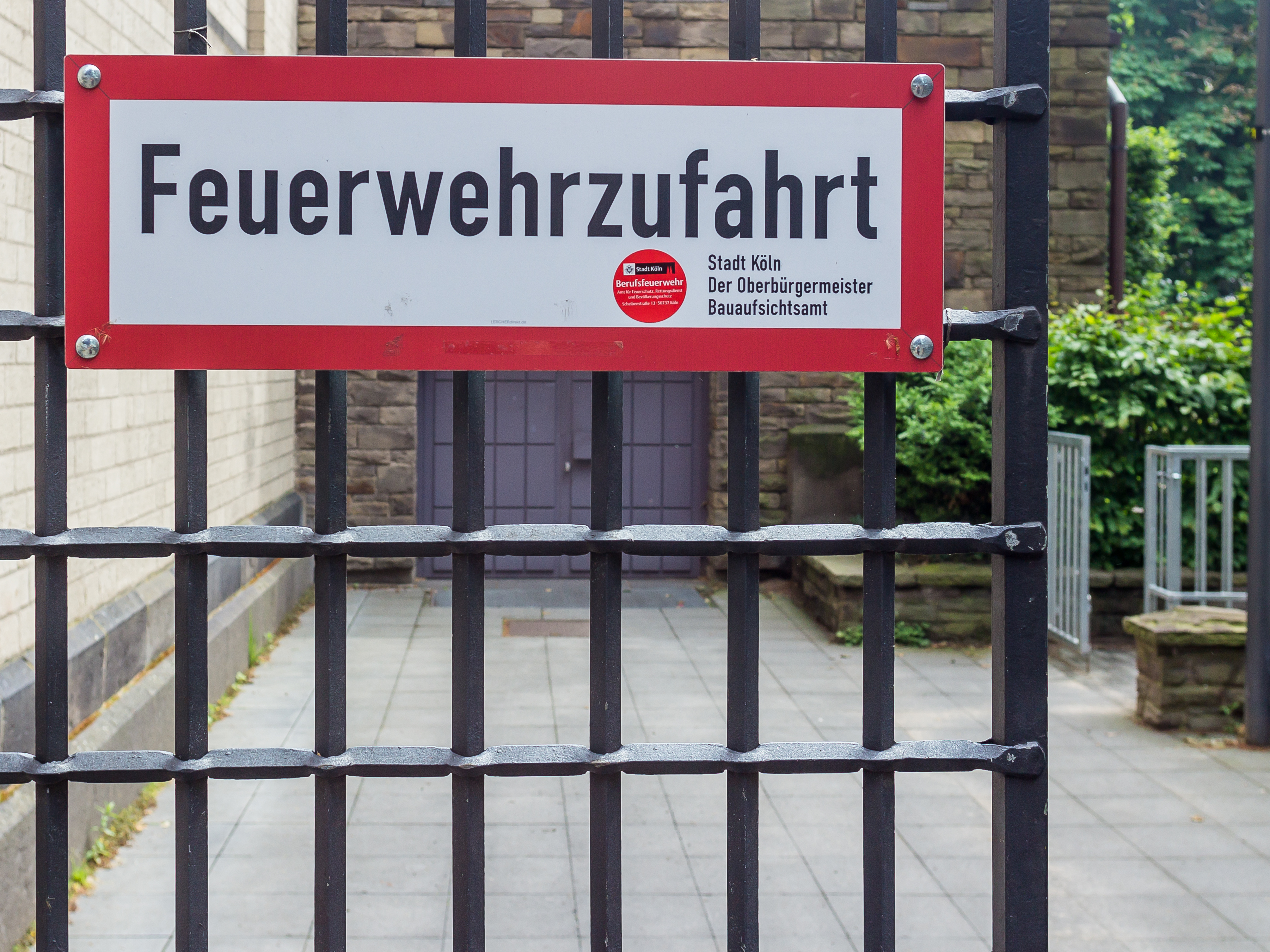
Von der Stadt Köln amtlich gekennzeichnete Feuerwehrzufahrt. Hinweisschild nach DIN 4066.

Die Gemeinden als Sicherheitsbehörden können gegebenenfalls im Benehmen mit der Bauaufsichtsbehörde Feuerwehranfahrtszonen durch ein rechteckiges, rot umrandetes Hinweisschild mit der schwarzen Aufschrift „Feuerwehrzufahrt“ kennzeichnen (Hinweisschild nach DIN 4066). "Das Haltverbot vor oder in amtlich gekennzeichneten Feuerwehrzufahrten nach § 12 Abs. 1 Nr. 5 StVO setzt nicht voraus, dass die Kennzeichnung die Amtlichkeit ihrer Veranlassung erkennen lässt. Das ist auch dann nicht erforderlich, wenn das Landesrecht die Anbringung eines amtlichen Siegels auf dem Hinweisschild oder eine andere Sichtbarmachung der amtlichen Veranlassung verlangt."

Zeichen 283 StVO: absolutes Haltverbot (ohne Zusatzschild)

### Haltverbot-Schilder
Die Straßenverkehrsbehörde kann eine Feuerwehrzufahrt mit Zeichen 283 (Haltverbot) durch eine verkehrsrechtliche Anordnung gem. § 41 StVO in Verbindung mit der Anlage 2 (zu § 41 Absatz 1 StVO) kennzeichnen.
Das Haltverbot gilt auf der Straßenseite, auf der das Zeichen angebracht ist. Es gilt bis zur nächsten Kreuzung oder Einmündung auf der gleichen Straßenseite oder bis durch Verkehrszeichen für den ruhenden Verkehr eine andere Regelung vorgegeben wird. Mobile, vorübergehend angeordnete Haltverbote heben Verkehrszeichen auf, die das Parken erlauben. Der Anfang der Verbotsstrecke kann durch einen zur Fahrbahn weisenden waagerechten weißen Pfeil im Zeichen, das Ende durch einen solchen von der Fahrbahn wegweisenden Pfeil gekennzeichnet sein. Bei in der Verbotsstrecke wiederholten Zeichen weist eine Pfeilspitze zur Fahrbahn, die zweite Pfeilspitze von ihr weg.
Der vorsätzliche oder fahrlässige Verstoß gegen ein Haltverbot in einer Feuerwehrzufahrt stellt gem. § 49 Abs. 1 Nr. 12, § 12 Abs. 1 StVO, § 24 Straßenverkehrsgesetz (StVG) eine Verkehrsordnungswidrigkeit dar und kann mit einer Geldbuße geahndet werden. Dies gilt jedoch nicht, wenn das Halten oder Parken in oder auf einer Feuerwehrzufahrt stattfindet, die auf Privatgrund liegt und nicht dem öffentlichen Verkehr im Sinne § 6 Abs. 3 StVG offensteht. Denn die StVO regelt und lenkt nur den öffentlichen Verkehr auf Straßen, die tatsächlich allgemein benutzt werden.

### Zusatzschilder
Es gibt keine im Verkehrszeichenkatalog abgedruckten Schilder, die Feuerwehrzufahrten näher bezeichnen. 
Die entsprechenden Landesverkehrsministerien können Zusatzschilder genehmigen. Zum Beispiel wie folgt:
Muss wegen der besonderen örtlichen oder verkehrlichen Gegebenheiten bereits der Anfahrtsweg der Feuerwehr schon aus größerer Entfernung freigehalten werden, weil z. B. die Restfahrbahnbreite ansonsten weniger als drei Metern betragen würde oder ein Kurvenbereich für längere Einsatzfahrzeuge freizuhalten ist, stehen dafür zu Zeichen 283 StVO die Zusatzschilder „Feuerwehranfahrtszone“ und „Rettungsweg“ zur Verfügung.

## Privatgrundstücke

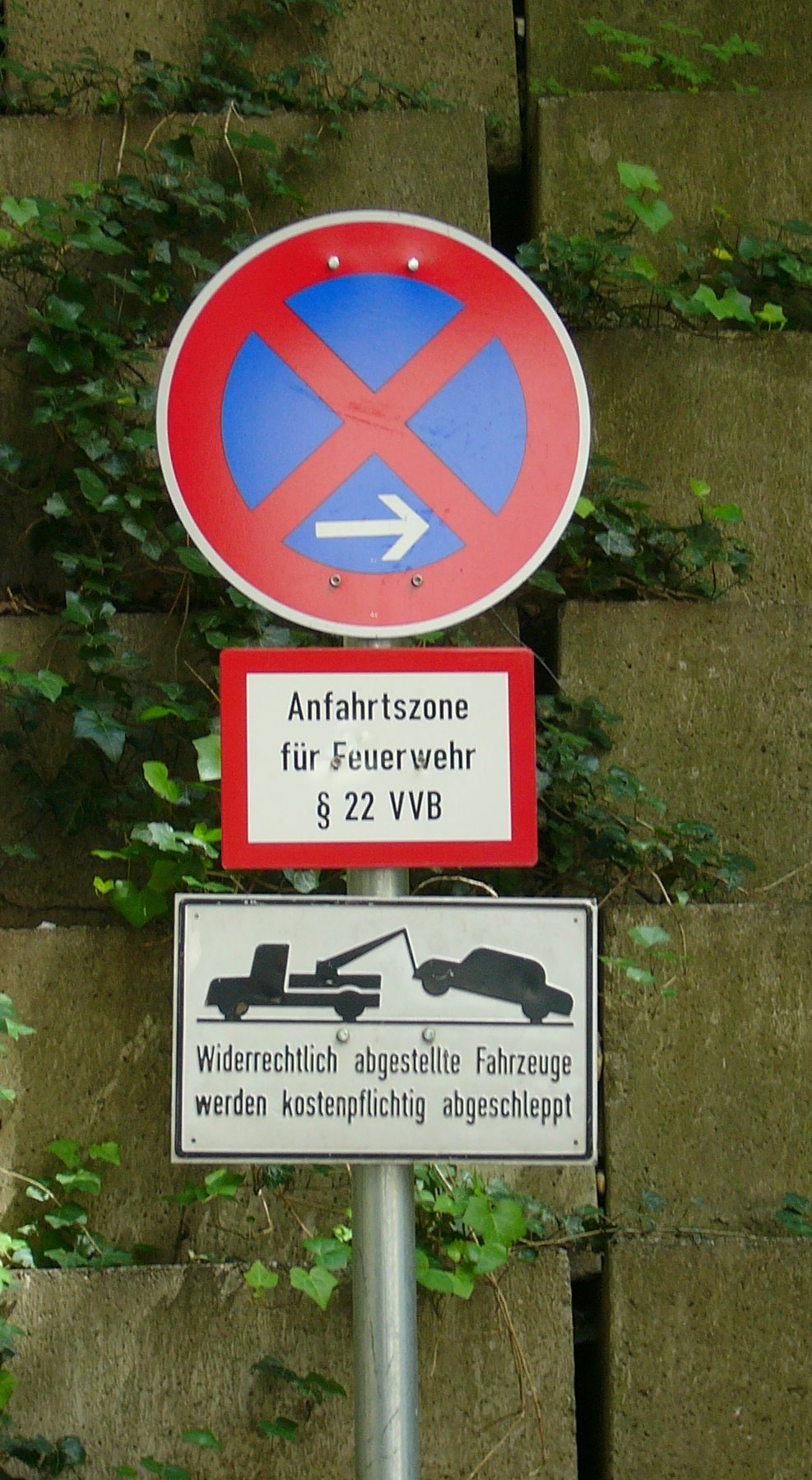
Kennzeichnung eines Privatgrund-
stücks in Bayern mit dem Zeichen 283 nebst Zusatzschildern „Anfahrtszone für Feuerwehr § 22 VVB“ und „Widerrechtlich abgestellte Fahrzeuge werden kostenpflichtig abgeschleppt“

Von § 12 Abs. 1 StVO wird das Halten und Parken auf Privatgrund nicht erfasst. Für die Freihaltung und Nutzbarkeit der Flächen für die Feuerwehr ist ausschließlich der Eigentümer  verantwortlich. Es gibt keine rechtsverbindliche Vorschrift für die Kennzeichnung. Der Eigentümer kann auf seinem Privatgrundstück die der StVO vergleichbaren Schilder zur Freihaltung solcher Flächen selbst aufstellen, insbesondere ein Zusatzschild analog DIN 4066 mit der Aufschrift „Anfahrtszone für die Feuerwehr.“ Parkt ein Fahrzeug auf einer durch den Eigentümer freizuhaltenden und eindeutig gekennzeichneten Fläche, so kann dieser das Fahrzeug vorerst auf seine Kosten entfernen lassen und dann auf dem Zivilrechtsweg die entstandenen Kosten beim Halter des Fahrzeugs einfordern (§ 823 Abs. 2 i. V. m. § 858 Abs. 1 BGB).
Die Bayerische Verordnung über die Verhütung von Bränden (VVB) ist eine Polizeiverordnung des Bayerischen Innenministeriums zur Verhütung von Gefahren für Leben, Gesundheit, Eigentum oder Besitz durch Brand. Gem. § 22 VVB sind Verkehrswege, die bei einem Brand als erster oder zweiter Rettungsweg vorgesehen sind, freizuhalten. Eine vorsätzliche oder fahrlässige Zuwiderhandlung ist gem. § 27 BayVVB, Art. 38 Abs. 4 LStVG bußgeldbewehrt. Zuständig sind die Gemeinden (Art. 23 Abs. 1 VVB). Außerdem kann das Fahrzeug behördlich abgeschleppt werden.